# شعب العقبة (حبيش)

تعديل مصدري - تعديل

شعب العقبة محلة تابعة لقرية السهلة، التابعة لعزلة السلق بمديرية حبيش إحدى مديريات محافظة إب في الجمهورية اليمنية، بلغ تعداد سكانها 21 حسب تعداد اليمن لعام 2004.